# Biocentrum w Poznaniu
Biocentrum – neomodernistyczny budynek dydaktyczny Uniwersytetu Przyrodniczego w Poznaniu, zlokalizowany przy ul. Dojazd na Winiarach.

## Budowa i architektura
Kamień węgielny wmurowano we wrześniu 2010. Dokonał tego rektor Uniwersytetu Przyrodniczego – prof. Grzegorz Skrzypczak w obecności wicewojewody poznańskiego Przemysława Paci, wicemarszałka Leszka Wojtasiaka i zastępcy prezydenta Poznania Tomasza Kaysera. Obiekt, zbudowany na rzucie litery E, otwarto w kwietniu 2012. Wyróżnia się purystyczną architekturą, a jego biała sylwetka widoczna jest z daleka. Charakterystyczna jest modernistyczna interpretacja podcienia, wspartego na wysokim słupie, tworzącym ramę dla krajobrazu.
Biocentrum jest nowoczesnym budynkiem dydaktycznym, który ma służyć kształceniu studentów na kierunkach strategicznych z punktu widzenia kraju i regionu (biotechnologia, biologia stosowana, biotechnologia żywności, ochrona środowiska i rozwój rolnictwa). W skład kompleksu wchodzą trzy budynki dydaktyczne (trzykondygnacyjne) i jeden o charakterze audytorialnym (jedna kondygnacja).
Kubatura obiektu wynosi 45 000 m³, a powierzchnia użytkowa 7600 m². Zawiera salę wykładową na 400 osób i dziesięć sal do ćwiczeń dla 300 studentów. Obok stoją dwie szklarnie doświadczalne. Projekt finansowo wsparła Unia Europejska. Całość zaprojektowało biuro projektowe Kostka & Kurka Architekci. W sąsiedztwie wzniesiono w podobnym okresie Centrum Kultury Fizycznej.

## Katedry
W budynku zlokalizowano następujące katedry:
- Katedrę Agronomii,
- Katedrę Biochemii i Biotechnologii,
- Katedrę Genetyki i Hodowli Roślin,
- Katedrę Łąkarstwa i Krajobrazu Przyrodniczego.